# Seznam danskih skladateljev
Seznam danskih skladateljev.

## A
- Hans Abrahamsen

## B
- Jørgen Bentzon
- Niels Viggo Bentzon
- Gunnar Berg
- Hakon Børresen
- Axel Borup-Jørgensen
- Ole Buck
- Dieterich Buxtehude

## E
- Niels Eje
- August Enna

## F
- Bent Fabricius-Bjerre
- Jens Fink-Jensen
- John Frandsen

## G
- Niels Wilhelm Gade
- Launy Grøndahl
- Pelle Gudmundsen-Holmgreen

## H
- Asger Hamerik
- Johan Ernst Hartman
- Johann Hartman
- Johann Peter Emilius Hartmann
- Vagn Holmboe
- C. F. E. Horneman
- Emil Horneman

## J
- Knud Jeppesen

## K
- Hans Ernst Krøyer

## L
- Rued Langgaard
- Anne Linnet
- Bent Lorentzen (skladatelj)
- Hans Christian Lumbye

## M
- Frederik Magle

## N
- Carl Nielsen
- Per Nørgård
- Ib Nørholm

## P
- Gunner Møller Pedersen

## R
- Poul Ruders

## S
- Ole Schmidt
- Ludvig Schytte
- Tommy Seebach
- Bent Sørensen
- Franz Syberg

## T
- Svend Erik Tarp

## W
- Gustav Winckler